# Noordzee, Texas
Noordzee, Texas è un film del 2011 diretto da Bavo Defurne e tratto dal romanzo Nooit gaat dit over di André Sollie.

## Trama
Belgio. Pim un ragazzo taciturno e intelligente vive in una casa malconcia insieme alla madre Yvette, virtuosa locale della fisarmonica, svampita e per nulla presente nella vita del figlio. Il ragazzo è un sognatore e con l'avvicinarsi dell’età adulta scopre la sua sessualità.

## Accoglienza
Il film ha ricevuto recensioni positive da critici cinematografici. Il sito Rotten Tomatoes riporta che l'80% di 25 critici professionisti ha dato al film una recensione positiva. Henry Barnes del The Guardian ha detto che "Noordzee, Texas sembra bello, ma è difficile da seguire quando Pim deriva nel suo mondo dei sogni."
Ignatiy Vishnevetsky del Chicago Sun-Times ha stroncato il film e lo ha comparato ai precedenti lavori del regista: “Campfire era un film avvincente, mentre Noordzee, Texas è abbastanza noioso” Vishnevetsky fa notare che questo è il primo lungometraggio di Bavo Defurne, ma che non riesce a sviluppare appieno i personaggi e la storia.

## Riconoscimenti
- 2011 - Festa del Cinema di Roma
  - Premio Marc'Aurelio d'Argento Alice nella città (sopra i 13 anni) a Bavo Defurne
- 2011 - Montréal World Film Festival[5][6]
  - Premio Fipresci a Bavo Defurne
  - Zenith d’argento per la miglior opera prima a Bavo Defurne
- 2011 - Camerimage
  - Candidatura come miglior debutto cinematografico a Anton Mertens
- 2013 - GLAAD Media Awards
  - Candidatura come miglior film della piccola distribuzione